# Masami Kageyama

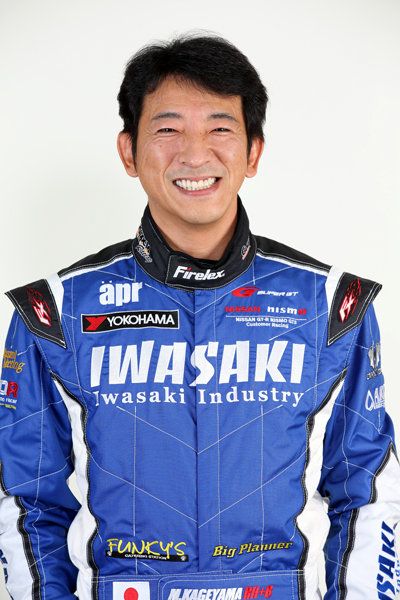
Masami Kageyama 2014

Masami Kageyama (jap. 影山 正美, Kageyama Masami; * 2. Mai 1967 in Fujisawa) ist ein japanischer Autorennfahrer und der jüngere Bruder von Masahiko Kageyama.

## Karriere
Masami Kageyama folgte seinem Bruder Masahiko vier Jahre nach dessen Renndebüt in den Motorsport. 1987 fuhr er seine ersten Monoposto-Rennen und gewann 1990 die Gesamtwertung der japanischen Formel-Toyota-Meisterschaft, eine Rennserie die nach ähnlichem technischen Reglement ausgefahren wird wie die inzwischen eingestellte Formel BMW. Es folgte der klassische Weg über die japanische Formel-3-Meisterschaft – wo er 1994 hinter dem Deutschen Michael Krumm Meisterschaftszweiter wurde – die japanische Formel-3000-Meisterschaft in die Formel Nippon, in die er 1996 einstieg. Wie sein Bruder, bestritt Masami Kageyama aber parallel zu den Monopostrennen von Anfang an sowohl Touren- als auch Sportwagenrennen.
Ab der Saison wurde die japanische GT-Meisterschaft sein wichtiges Betätigungsfeld; in dieser war er auch 2012 noch immer aktiv. 2000 wurde er dort Gesamtzweiter, 2003 Fünfter in der Klasse GT500, 2011 erneut Fünfter, diesmal in der Klasse GT300 und belegt zwei Rennen vor Saisonende aktuell den dritten Gesamtrang in dieser Klasse.
Außerhalb Japans war er nur beim 24-Stunden-Rennen von Le Mans am Start, 1998 als Werksfahrer von Nissan. Beste Platzierung beim Langstreckenklassiker in Westfrankreich war der sechste Gesamtrang 2000. Zu seinen Erfolgen im Sportwagensport zählte  auch der Sieg beim 1000-km-Rennen von Fuji 1999, gemeinsam mit Érik Comas und Satoshi Motoyama im Nissan R391.

## Statistik

### Le-Mans-Ergebnisse
| Jahr | Team                      | Fahrzeug               | Teamkollege       | Teamkollege         | Platzierung | Ausfallgrund    |
| ---- | ------------------------- | ---------------------- | ----------------- | ------------------- | ----------- | --------------- |
| 1996 | Team SARD Toyota Co. Ltd. | Toyota Supra LM        | Masanori Sekiya   | Hidetoshi Mitsusada | Ausfall     | Unfall          |
| 1998 | Nissan Motorsports        | Nissan R390 GT1        | Takuya Kurosawa   | Satoshi Motoyama    | Rang 10     |                 |
| 2000 | TV Ashai Team Dragon      | Panoz LMP-1 Roadster S | Masahiko Kageyama | Toshio Suzuki       | Rang 6      |                 |
| 2008 | Tokai University          | Courage-Oreca LC70     | Haruki Kurosawa   | Toshio Suzuki       | Ausfall     | Getriebeschaden |